# Раух (дворянский род)
Раух — русский дворянский род остзейского происхождения.

## Происхождение и история рода
12 апреля 1846 Егор Иванович Раух, действительный статский советник, был жалован дипломом на потомственное дворянское достоинство..
Род внесён во 2-ю часть дворянской родословной книги Санкт-Петербургской губернии.

## Описание герба
Щит пересечен на черное и серебряное поля. В нижней серебряной части золотой кабан вправо стоит на золотых трех горных вершинах. Одна нога у него поднята. Над щитом дворянский коронованный шлем. Нашлемник: два серебряных слоновых хобота, в середине вертикально встающий золотой кабан. Намёт черный, подложен серебром. Герб Раухов внесен в Часть 12 Сборника дипломных гербов Российского Дворянства, невнесенных в Общий Гербовник, № 13.
Другой род Раух — потомки действительного статского советника Корнилия Рауха, герб которого внесен в Часть 16 Общего гербовника дворянских родов Всероссийской империи, С. 113.